# Eurobowl 1996
Navigation
Édition précédente Édition suivante
L'Eurobowl 1996 est la 10e édition de l'Eurobowl. 
Elle sacre les Allemands des Blue Devils de Hambourg.

## Clubs de l'édition 1996
| Équipe                            | Nationalité |
| --------------------------------- | ----------- |
| Berlin Adler                      | Allemagne   |
| Blue Devils de Hambourg           | Allemagne   |
| Düsseldorf Panther                | Allemagne   |
| Giants de Graz                    | Autriche    |
| Rangers Moldling (de)             | Autriche    |
| Panteras de Madrid (es)           | Espagne     |
| Helsinki Roosters                 | Finlande    |
| Argonautes d'Aix-en-Provence      | France      |
| Mousquetaires du Plessis-Robinson | France      |
| Gladiateurs de Rome               | Italie      |
| Frogs de Legnano                  | Italie      |
| Amsterdam Crusaders               | Pays-Bas    |

## Les éliminatoires

### Les matches
| Date                                 | Home          | Score      | Away          |
| ------------------------------------ | ------------- | ---------- | ------------- |
| 8 avril                              | Gladiators    | 14 -28     | Giants        |
| 14 avril                             | Giants        | 18 - 14    | Rangers       |
| ?                                    | Panther       | 7 - 16     | Mousquetaires |
| ?                                    | Mousquetaires | Forfait(1) | Cruasaders    |
| ?                                    | Argonautes    | 33 - 0     | Frogs         |
| ?                                    | Panteras      | -          | Argonautes    |
| (1) Forfait des Amsterdam Crusaders. |               |            |               |

### Classements
| Qualifié en demi-finales |

| Club                             | Vic. | Nuls | Déf. | Pts | Pts pour | Pts contre |
| -------------------------------- | ---- | ---- | ---- | --- | -------- | ---------- |
| Giants de Graz                   | 2    | 0    | 0    | 4   | 46       | 28         |
| Blue Rangers de Schwarzenau (de) | 0    | 0    | 1    | 0   | 14       | 18         |
| Gladiateurs de Rome              | 0    | 0    | 1    | 0   | 14       | 28         |

| Club                     | Vic. | Nuls | Déf. | Pts | Pts pour | Pts contre |
| ------------------------ | ---- | ---- | ---- | --- | -------- | ---------- |
| Mousquetaires du Plessis | 1    | 0    | 0    | 2   | 16       | 7          |
| Düsseldorf Panther       | 0    | 0    | 1    | 0   | 7        | 16         |
| Amsterdam Crusaders      | 0    | 0    | 0    | 0   | 0        | 0          |

| Club                    | Vic. | Nuls | Déf. | Pts | Pts pour | Pts contre |
| ----------------------- | ---- | ---- | ---- | --- | -------- | ---------- |
| Argonautes d'Aix        | 2    | 0    | 0    | 4   | 33       | 0          |
| Frogs de Legnano        | 0    | 0    | 1    | 0   | 0        | 33         |
| Panteras de Madrid (es) | 0    | 0    | 1    | 0   | 0        | 0          |

## Play-offs

### Quarts de finale
| Date        | Home                     | Score   | Away                    |
| ----------- | ------------------------ | ------- | ----------------------- |
| 4 mai 1996  | Mousquetaires du Plessis | 34 - 29 | Helsinki Roosters       |
| 8 mai 1996  | Argonautes d'Aix         | 28 - 27 | Düsseldorf Panther      |
| 12 mai 1996 | Berlin Adler             | 13 - 46 | Frogs de Legnano        |
| 12 mai 1996 | Giants de Graz           | 14 - 34 | Blue Devils de Hambourg |

### Demi-finales
| Date                                               | Home                    | Score      | Away                     |
| -------------------------------------------------- | ----------------------- | ---------- | ------------------------ |
| 2 juin 1996                                        | Argonautes d'Aix        | 20 - 17    | Frogs de Legnano         |
| 29 juin 1996                                       | Blue Devils de Hambourg | Forfait(2) | Mousquetaires du Plessis |
| (2) Forfait des Mousquetaires du Plessis-Robinson. |                         |            |                          |

### Finale
| Date           | Vainqueur               | Score   | Perdant          |
| -------------- | ----------------------- | ------- | ---------------- |
| 6 juillet 1996 | Blue Devils de Hambourg | 21 - 14 | Argonautes d'Aix |

## Source
- (fr)
- (fr) Elitefoot